# Joshua Harris
Joshua Harris (27 novembre 1978) è un attore statunitense.

## Biografia
Apparso in serie televisive e film per il piccolo schermo da quando aveva 6 anni a 15 decise di lasciare il mondo del cinema per dedicarsi al baseball, anche dopo aver terminato gli studi presso l'Università di San Diego.

## Filmografia
- A Death in California (1985), film TV
- Falcon Crest (Falcon Crest), negli episodi Devil's Harvest (1985), Cold Comfort (1985) e The Avenging Angel (1985)
- Ai confini della realtà (The Twilight Zone) - serie TV, episodio 1x02, regia di Wes Craven (1985)
- St. Elsewhere, nell'episodio Time Heals: Part 2 (1986)
- Just Between Friends (1986)
- Go Toward the Light (1988), film TV
- I segreti di Twin Peaks (Twin Peaks), negli episodi Pallottola mascherata (1990) e La vedova nera (1991)
- Paradise (Paradise), negli episodi The Bounty (1991) e A Bullet Through the Heart (1991)
- Dallas (Dallas) (1985-1991), serie TV
- Reclusa - La rabbia di una madre (1991), film TV
- Star Trek: The Next Generation (Star Trek: The Next Generation), nell'episodio Un eroe da imitare (1992)
- The Commish, nell'episodio Guns and Sons (1992)